# کاسیمیر فونک
کاسیمیر فونک (انگلیسی: Casimir Funk؛ ۲۳ فوریهٔ ۱۸۸۴ – ۲۰ نوامبر ۱۹۶۷) زیست‌شیمی‌دان لهستانی و کاشف ویتامین بود.